# Muna Durka
Muna Kalameya Durka (tiếng Ả Rập: منى دركة; sinh ngày 19 tháng 6 năm 1988) là một vận động viên leo dốc người Sudan. Durka đại diện cho Sudan tại Thế vận hội Mùa hè 2008 ở Bắc Kinh, nơi cô thi đấu cho môn trượt dốc 3000 mét đầu tiên nữ. Cô đã chạy trong sức nóng thứ hai chống lại mười sáu vận động viên khác, bao gồm Tatyana Petrova của Nga, người cuối cùng đã giành huy chương đồng trong trận chung kết. Cô đã kết thúc cuộc đua ở vị trí thứ chín sau sáu giây sau Sofia Assefa của Ethiopia, với thời gian 9: 53,09. Tuy nhiên, Durka đã không thể tiến vào trận chung kết, khi cô xếp hạng ba mươi tám, và được xếp hạng dưới bốn vị trí bắt buộc cho vòng tiếp theo.